# Colombino Bassi
Colombino Bassi (Genova, 10 marzo 1660 – Pistoia, 11 aprile 1732) è stato un vescovo cattolico italiano.

## Biografia
Nato a Genova nel marzo del 1660 da genitori livornesi, entrò nell'Ordine dei Benedettini vallombrosani il 26 marzo 1689. Dal 1692 divenne priore della chiesa di San Giovanni Gualberto di Valle Benedetta presso Livorno che qui costruì su terreni donati dal granduca Cosimo III de Medici con la costruzione di un nuovo monastero per la comunità cenobitica locale (20 maggio 1692) con il contributo economico del ricco mercante e benefattore Antonio Huygens. 
Il 6 maggio 1715 fu nominato vescovo delle diocesi di Pistoia e Prato. Nel 1718 chiamò presso di sé l'allora novello sacerdote Michelangelo Giacomelli affidandogli la compilazione degli atti del sinodo diocesano tenutosi nel 1721 a Pistoia per sua volontà. Pubblicò successivamente gli editti di quel sinodo tra il 1724 ed il 1728.
Si dedicò al restauro della villa vescovile di Pontepetri.
Morì a Pistoia l'11 aprile 1732.

## Genealogia episcopale e successione apostolica
La genealogia episcopale è:
- Cardinale Scipione Rebiba
- Cardinale Giulio Antonio Santori
- Cardinale Girolamo Bernerio, O.P.
- Arcivescovo Galeazzo Sanvitale
- Cardinale Ludovico Ludovisi
- Cardinale Luigi Caetani
- Cardinale Ulderico Carpegna
- Cardinale Paluzzo Paluzzi Altieri degli Albertoni
- Cardinale Gaspare Carpegna
- Cardinale Fabrizio Paolucci
- Vescovo Colombino Bassi, O.S.B.Vall.